# Louis Vanden Berghe
Louis Vanden Berghe (Oostnieuwkerke, 24 december 1923 - 17 september 1993) was een Belgisch archeoloog, iranoloog en kunsthistoricus.
Vanden Berghe studeerde archeologie en kunstgeschiedenis aan de Rijksuniversiteit te Gent en Oosterse talen aan diverse universiteiten, waaronder Amsterdam, Leiden en Brussel.
In 1950 behaalde hij zijn doctoraat met een proefschrift aangaande prehistorisch geschilderd aardewerk en werd hij benoemd als assistent aan de Gentse universiteit. Hij leidt er het onderricht in Iraanse archeologie en publiceerde in 1959 "Archéologie de l'Iran ancien".
Samen met Roman Ghirshman stichtte hij het gespecialiseerde tijdschrift Iranica Antiqua. Van 1965 tot 1979 leidde hij opgravingswerken in de Iraanse provincie Lorestan. Louis Vanden Berghe werd op 12 september 1964 omwille van zijn omvangrijk en baanbrekend werk onderscheiden met de titel Doctor honoris causa aan de universiteit van Teheran.
In 1983 publiceerde hij een overzicht van 88 reliëfs uit het oude Iran.